# Bukovany (ort i Tjeckien, Olomouc)
Bukovany är en ort i Tjeckien.   Den ligger i regionen Olomouc, i den östra delen av landet, 220 km öster om huvudstaden Prag. Bukovany ligger 262 meter över havet och antalet invånare är 437.
Terrängen runt Bukovany är platt åt sydväst, men åt nordost är den kuperad. Runt Bukovany är det ganska tätbefolkat, med 144 invånare per kvadratkilometer. Närmaste större samhälle är Olomouc, 6,8 km väster om Bukovany. Trakten runt Bukovany består till största delen av jordbruksmark.